# Maciej Załęski
Maciej Załęski, Maciej Ślubicz-Załęski h. Prus III (ur. 6 lutego 1904 w Bugaju, pow. sandomierski, zm. 29 lipca 1972 w Santiago de Chile) – polski prawnik, urzędnik konsularny i dyplomata.

## Życiorys
Syn Kazimierza Ślubicz-Załęskiego h. Prus (III) (1867-1929) i Teresy Karskiej h. Boleścic (1876-1909). Absolwent Wydziału Prawa Uniwersytetu Jagiellońskiego w Krakowie. Wstąpił do polskiej służby zagranicznej, pełniąc w niej służbę m.in. praktykanta w MSZ (1928), urzędnika w komisariacie generalnym w Gdańsku (1928-1930), attache w Moskwie (1930-1932), wicekonsula w Tyflisie (1932-1934), urzędnika/kier. referatu w MSZ (1934-1938), I sekr. w Kownie (1938-1939) i Helsingforsie (1939-1940). Służył w armii polskiej we Francji i Wielkiej Brytanii (1940-1941). Powrócił do służby zagranicznej w której zajmował funkcje - radcy w Moskwie i Kujbyszewie kier. referatem interwencji (1941-1942), delegata ambasady w randze II sekretarza we Władywostoku (1942), urzędnika w Teheranie (1942-1943), urzędnika/kier. wydz. emigracyjnego  MSZ w Londynie (1943-1944), radcy w Brukseli (1944-1945), kier. delegatury w Brukseli i Luksemburgu (1945-1946), przedst. Rządu RP w Brukseli, z tyt. ministra pełnomocnego w okresie od 1950 do 1951.